# Go (Mario)
Go è il terzo album del cantante statunitense Mario, pubblicato in tutto il mondo il 10 dicembre 2007.

## Tracce
| #  | Titolo                  | Compositore                                                                                  | Guest         | Lunghezza |
| -- | ----------------------- | -------------------------------------------------------------------------------------------- | ------------- | --------- |
| 1  | "Go!"                   | The Neptunes                                                                                 |               | 3:49      |
| 2  | "Crying Out for Me"     | Jamal Jones & Jasper Cameron                                                                 |               | 4:48      |
| 3  | "Skippin'"              | Terry Thomas & Theron Thomas                                                                 |               | 3:58      |
| 4  | "Music for Love"        | Jerrod Stacy, Theron Thomas & Timothy Thomas                                                 |               | 3:49      |
| 5  | "Kryptonite"            | Warren Felder, Atozzio Towns, Marece Richards                                                | Rich Boy      | 4:13      |
| 6  | "How Do I Breathe"      | Stargate                                                                                     |               | 3:36      |
| 7  | "No Definition"         | Timbaland, Ezekiel "Zeke" Lewis, Balewa Muhammad, Patrick Smith, Candice Nelson & King Logan |               | 3:49      |
| 8  | "Why"                   | Warren Felder & Marsha Ambrosius                                                             |               | 3:42      |
| 9  | "Lay in My Bed"         | Jasper Cameron, Maurice Sinclair & Jamal Jones                                               |               | 3:35      |
| 10 | "Right and a Wrong Way" | Teddy Riley & Keith Sweat                                                                    |               | 5:11      |
| 11 | "Let Me Watch"          | Michael Crooms & Sean Garrett                                                                | Juelz Santana | 4:24      |
| 12 | "Do Right"              | Akon                                                                                         |               | 4:02      |

### Versione inglese e giapponese
| #  | Titolo                       | Prodotto da | Feat. | Lunghezza |
| -- | ---------------------------- | ----------- | ----- | --------- |
| 13 | "Let Me Love You (Acoustic)" |             |       | 4:35      |

### USA/iTunes Bonus Track
| #  | Titolo                | Prodotto da | Feat. | Lunghezza |
| -- | --------------------- | ----------- | ----- | --------- |
| 13 | "What Is It Gonna Be" | Ne-Yo       |       | 3:25      |